# دردار مسنن الحوافي
دردار مسنن الحوافي (الاسم العلمي:Ulmus erosa) هو نوع نباتي يتبع جنس الدردار من فصيلة الدردارية.